# Zygmunt Smalcerz

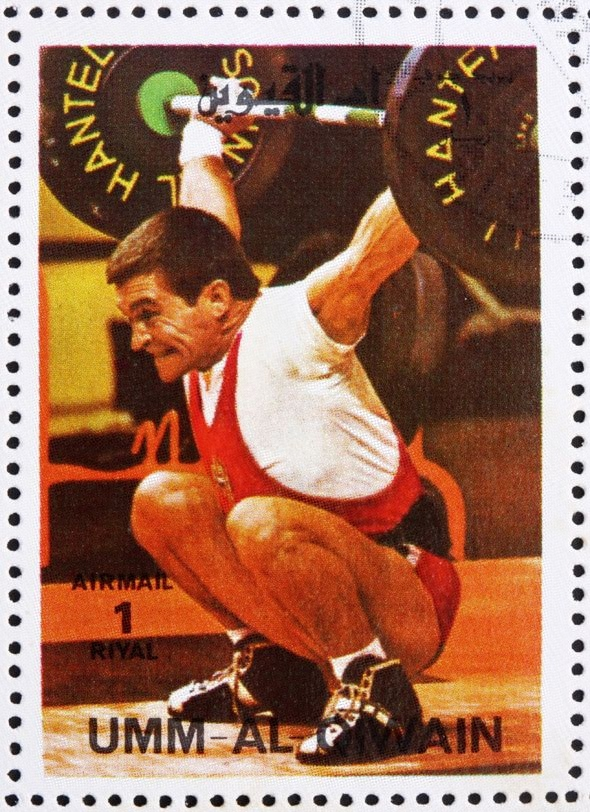
Zygmunt Smalcerz na znaczku ZEA (1972)

Zygmunt Antoni Smalcerz (ur. 8 czerwca 1941 w Bestwince) – polski sztangista, złoty medalista olimpijski (Monachium 1972), trener oraz działacz sportowy.

## Życiorys
Karierę sportową rozpoczął od uprawiania gimnastyki sportowej. W 1960 za namową dr. Augustyna Dziedzica, ówczesnego trenera Waldemara Baszanowskiego, rozpoczął treningi ciężarowca.
W 1971 w Limie zdobył złoty medal mistrzostw świata w wadze muszej oraz był pierwszy w mistrzostwach Europy, a rok później na olimpiadzie w 1972 w Monachium ponownie stanął na najwyższym stopniu podium. Trzeci raz mistrzem świata został w 1975.
Kolejne igrzyska olimpijskie w 1976 w Montrealu, na których miał zdobyć swój drugi złoty medal, zakończyły się pechowo. Smalcerz odniósł kontuzję podczas treningu i musiał się wycofać.
W czasie kariery zawodniczej był także:
- brązowym medalistą mistrzostw świata (1973),
- rekordzistą świata w rwaniu – 103 kg,
- 4-krotnie mistrzem Europy,
- 6-krotnie mistrzem i 21-krotnie rekordzistą Polski.

Wszystkie międzynarodowe sukcesy odniósł startując w wadze muszej (do 52 kg).
W latach 1994–1996 i 2005-2009 trener polskiej kadry seniorów. Jest także działaczem w Polskim Komitecie Olimpijskim.
W 2002 r. został wpisany w poczet Galerii Sław Międzynarodowej Federacji Podnoszenia Ciężarów.
W 2009 r. przegrał konkurs na stanowisko trenera reprezentacji Polski w podnoszeniu ciężarów. Po wygraniu w 2010 konkursu w USA Zygmunt Smalcerz został trenerem  amerykańskich sztangistów w Colorado Springs.
W styczniu 2020 roku został głównym trenerem reprezentacji Norwegii w podnoszeniu ciężarów.
Jest oficerem Wojska Polskiego w stanie spoczynku. Zawodową służbę wojskową pełnił w latach 1968-1992. W 2013 r. został awansowany do stopnia pułkownika.

## Odznaczenia
- Krzyż Komandorski Orderu Odrodzenia Polski – 2008[6]
- Krzyż Oficerski Orderu Odrodzenia Polski – 1998[7]
- Krzyż Kawalerski Orderu Odrodzenia Polski – 1972[8]
- Medal „Za Wybitne Osiągnięcia Sportowe” – sześciokrotnie
- Odznaka „Zasłużony Działacz Kultury Fizycznej” – 1984
- Odznaka „Zasłużony dla województwa krośnieńskiego” – 1987[9]
- Odznaka „Zasłużony Bieszczadom” – 1987[9]